# Nauclea diderrichii
Nauclea diderrichii – gatunek drzew szeroko rozprzestrzenionych w lasach na niższych wysokościach w zachodniej części Afryki tropikalnej od Angoli na południu Wybrzeżu Kości Słoniowej, Ugandę na wschodzie oraz Sierra Leone na zachodzie. Ma bardzo twarde i odporne na warunki zewnętrzne drewno wykorzystywane w stolarce oraz do produkcji parkietów. 